# Кисељак (биљка)
Кисељак (лат. Rumex acetosa), такође зван обични кисељак или баштенски кисељак, вишегодишња је биљка која припада породици Polygonaceae. Други називи кисељака су киселица, кисељача, кисело зеље и велика киселица.
Кислица је уобичајена биљка у травњачким стаништима и често се узгаја као лиснато поврће или биље.

## Опис биљке
Кисељак је вишегодишња ливадска биљка и достиже висину од једног метра чије корење расте дубоко у земљу. Он има јестиво стабло и листове издуженог облика. Стабло је усправно и уздуж избраздано. Из њих се најчешће развије више од једног корена. Листови су благо стреласти са веома дугачком петељком и у горњем делу наизменично прирасли уз стабло. Доњи листови су дуги 7 до 15 центиметара (3 до 6 инча) са дугим петељкама и мембранозним раструбом формираним од спојених, обложених стипула. Горњи су сесилни и често постају гримизни. Кисељак има намотане класове црвенкасто-зелених цветова, који цветају почетком лета, постајући пурпурни. Врста је дводомна, са прашницима и тучком на различитим биљкама. Ситни цветићи сложени су у облику црвенкасто обојене метлице на врху биљке. Развијају се од маја до јула, а понекад, након косидбе и по други пут у јесен.
Листове једу ларве неколико врста Lepidoptera (лептир и мољац), укључујући крвожилног мољца, као и неспецијализоване пужеви.
На Карибима, цвет розеле који се обично користи за припрему слатког пића познатог је као „киселица“, али ова биљка из западне Африке је заправо облик хибискуса који није повезан са евроазијском биљком кисељак.

## Станиште
Кисељак најчешће расте по влажним ливадама, пашњацима и местима обраслим травом. Такође расте и уз потоке и на пропланцима. У трави расте често у великој количини, од чега читаве ливаде буду црвене пред косидбу. Узгаја се и у повртњацима.
Rumex acetosa occurs in grassland habitats throughout Europe from the northern Mediterranean coast to the north of Scandinavia and in parts of Central Asia. It occurs as an introduced species in parts of New Zealand, Australia and North America. It can grow in poor soil.

## Подврсте
Неколико подврста је било именовано. Нису све култивисане:
- Rumex acetosa ssp. acetosa
- Rumex acetosa ssp. ambiguus
- Rumex acetosa ssp. arifolius
- Rumex acetosa ssp. hibernicus
- Rumex acetosa ssp. hirtulus
- Rumex acetosa ssp. vinealis

## Сакупљање
Као поврће служе пролећни приземни листови, који су тамнозелени и сочни. Обично су дужине од 7 до 15 cm. Најбоље их је брати пре избијања стабла или док стабло још није потпуно развијено (од марта до маја). Могу се брати и у јесен. Листови имају пријатан кисео и освежавајући укус. Многи народи их беру за јело и зато је то једна од најпознатијих врста самониклог лиснатог поврћа.

## Употреба
Обични кисељак се гаји већ вековима. Листови су јестиви када су млади, али очврсну са годинама; могу се правити у пире, у супе и сосове или додати у салату. Биљка има изразит оштар, киселкаст укус. Садржи оксалну киселину, која у великим количинама може бити отровна.
У Индији се листови користе у супама или карију од жутог сочива и кикирикија. У Авганистану, листови се облажу у мокро тесто и припремају дубоким пржењем, а затим се служе као предјело или ако је у сезони током Рамазана, за прекид поста. У Јерменији се листови сакупљају у пролеће, плету у плетенице и суше за употребу током зиме. Најчешћи препарат је авелук супа, где се листови рехидрирају и исперу да би се смањила горчина, затим динстају са луком, кромпиром, орасима, белим луком и булгур пшеницом или сочивом, а понекад и киселим шљивама.
Широм Источне Европе од дивљег или баштенског кисељака праве се киселе супе, динстане са поврћем или зачинским биљем, месом или јајима. У руралној Грчкој користи се са спанаћем, празилуком и блитвом у спанакопити. У Албанији се листови крчкају и служе охлађени маринирани у маслиновом уљу, или као састојак за пуњење бурека (byrek me lakra).
„Escalope de saumon à l'oseille” (котлет од лососа са кисељаком), који су 1962. године омислила браћа Тројгро, је амблематично јело француске нове кухиње. Француска кухиња традиционално кува рибу са кисељаком јер њена киселост раствара танке рибље кости.
Кисело лишће се користи за салате и супе, док се семе може самлети у брашно. У народној медицини користи се као лек против скорбута. Иако има пријатан укус, кисељак по прехрамбеној вредности заостаје за већином других биљака из породице Polygonaceae. Његови листови садрже највише оксалне киселине од свих биљака ове породице, претежно везане у облику калцијум оксалата. Зато се не препоручује често узимање кисељака, поготову не у великим количинама, посебно особама које подлежу стварању бубрежних каменаца. У листовима садржи 40-80 mg% витамина Ц и око 13 mg% фолата.

## Напомена
Стреласте листове сличне кисељаковим има и врло отровна биљка козлац (лат. Arum maculatum). Листови козлаца, који избијају у рано пролеће, док су још ситни, могу заварати неискусне сакупљаче, јер су, иако по контурама слични кисељаку, сасвим другачије боје и конзистенције. У случају сумње на ову замену, не треба испробавати укус листа, јер отровни листови козлаца узрокују јако жарење, отицање и упалу слузнице уста.